# Schirmitz
Schirmitz är en kommun och ort i Landkreis Neustadt an der Waldnaab i Regierungsbezirk Oberpfalz i förbundslandet Bayern i Tyskland.
Kommunen ingår i kommunalförbundet Schirmitz tillsammans med kommunerna Bechtsrieth, Irchenrieth och Pirk.